# Склабіна
Склабіна (словац. Sklabiná — село, громада в окрузі Вельки Кртіш, Банськобистрицький край, центральна Словаччина, історичний регіон Новоград. Кадастрова площа громади — 9,88 км². Населення — 939 особи (за оцінкою на 31 грудня 2017 року).

## Історія
Перша згадка 1330 року.

## Населення
| Рік:            | 1994. | 2004.   | 2014.   | 2024.   |
| --------------- | ----- | ------- | ------- | ------- |
| Кількість осіб: | 789   | 867     | 870     | 912     |
| Різниця:        |       | +9,88 % | +0,34 % | +4,82 % |

| Рік:            | 2023. | 2024.   |
| --------------- | ----- | ------- |
| Кількість осіб: | 908   | 912     |
| Різниця:        |       | +0,44 % |